# 陳泰夏
陳 泰夏（チン・テハ、朝鮮語: 진태하、1937年 - 2018年3月27日）は、大韓民国の言語学者、全国漢字教育推進総連合会の元理事長。本貫は驪陽陳氏。雅号は「清凡」。
1937年、大日本帝国朝鮮忠清北道忠州生まれ。忠州高等学校卒業。成均館大学国文科を卒業した後、台湾師範大学で高麗時代の言語を研究し、1974年に博士学位を取得した。翌年、明知大学校国文科教授に任用され、2004年まで同大学で後学を養成した。2005年には仁済大学校碩座教授に委嘱された。1998年に全国漢字教育推進総連合会を設立するなど、漢字教育を強調した。 2009年には、歴代首相20人の署名を受け、小学校正規教育課程内の漢字教育を求める建議書を韓国大統領府に提出した。漢字を漢族ではなく、朝鮮民族のルーツと関係の深い東夷族が創製したと主張してきた。2004年、黄条勤政勲章を受けた。2018年3月27日、死去した。